# Protopop Avvakum
Svatý Avvakum Petrovič Kondratěv zvaný Avvakum Petrov (20. listopadu 1621 – 14. dubna 1682), často uváděný také jako protopop Avvakum, byl ruský duchovní, zakladatel pravoslavné sekty starověrců.

## Život
Avvakum byl prostého původu, jeho rodiče byli mordvinští mužici. Přesto se rozhodl studovat kněžský seminář. Na studiích se setkal s budoucím patriarchou Nikonem, který byl rovněž mordvinského původu. Oba dva muži se tehdy spřátelili, spojoval je původ i upřímná snaha o reformu pravoslavné církve. Později se však stali kvůli svým názorům nesmiřitelnými nepřáteli. Avvakum působil jako protopop v chrámě Matky Boží Kazaňské na Rudém náměstí v Moskvě. Zde také kázal. Když se patriarcha Nikon rozhodl pro opravu náboženských knih, postavil se Avvakum rozhodně proti jeho reformě.
Pro své krajně konzervativní názory byl protopop Avvakum roku 1653 na popud patriarchy Nikona nejprve vykázán do Tobolska, kde mohl dále vykonávat kněžský úřad. Když zde nechal zbičovat biskupova sekretáře Ivana Strunu, byl odsouzen do vyhnanství na východní Sibiř. Tam nad ním převzal dozor brutální a chamtivý jenisejský vojvoda Afanasij Paškov, který Avvakuma všemožně týral. Avvakum se plavil po Jeniseji a Angaře, navštívil Bajkal a dostal se až do Daurie, kde žil několik let v Něrčinsku. Byl přítomen i šamanskému rituálu Evenků a je prvním autorem, který použil slovo šaman. Roku 1662 však Nikon ztratil carovu podporu a Avvakum se směl z vyhnanství vrátit. Byl dokonce přijat carem Alexejem a získal podporu některých bojarů. Poté, co od cara požadoval odvolání Nikona z úřadu patriarchy a zrušení jeho reforem, byl vykázán na venkov a posléze na něj byla uvalena církevní klatba. Roku 1667 byl zajat Nikonem, zbičován a odsouzen do vyhnanství v pevnosti Pustozersk na severu evropského Ruska. Jeho společníkům vyřízli jazyk, někteří byli i popraveni. Avvakum byl v Pustozersku vězněn 14 let, sepsal zde i svůj vlastní životopis. Roku 1682 sepsal dopis, v němž ostře napadl církevní představitele, cara Fjodora III. i jeho zemřelého otce Alexeje. Následovaly nepokoje v Moskvě, iniciované starověrci. Po jejich potlačení byl Avvakum odsouzen k smrti za kacířství a zradu a 14. 4. 1682 v Pustozersku upálen ve srubu, naplněném hořlavými látkami. Před smrtí prý Avvakum proklel cara Fjodora, který skutečně jen o několik dní později v Moskvě zemřel.
Protopop Avvakum je starověrci uctíván jako světec a mučedník.

## Literární dílo
Protopop Avvakum je autorem celé řady kázání, dopisů a náboženských traktátů. Jeho nejznámějším dílem však je Život protopopa Avvakuma jím samým sepsaný, vlastní životopis, který patří k mistrovským dílům ruské literatury 17. století. Protopop v něm z pohledu bigotního křesťana, ale přitom s ironií a místy s nadhledem popisuje především své zážitky ze sibiřského vyhnanství. Do češtiny dílo z ruštiny převedl Bohuslav Ilek.